# Coca Guazzini
Pour les articles homonymes, voir Guazzini.
 (février 2023).
Coca Guazzini (née Silvia Beatriz Guazzini Monsalve le 22 décembre 1953 à Santiago au Chili) est une actrice chilienne de cinéma, théâtre et télévision.

## Filmographie

### Cinéma
| Films | Films                                            | Films           | Films             |
| Année | Titre                                            | Personnage      | Réalisateur       |
| ----- | ------------------------------------------------ | --------------- | ----------------- |
| 1990  | Viva el Novio!                                   |                 | Gerardo Cáceres   |
| 2002  | Te llamabas Rosicler                             | María Ester     | Arnaldo Valsecchi |
| 2004  | La Sagrada Familia                               | Soledad         | Sebastián Campos  |
| 2005  | Padre Nuestro                                    | Rosa María      | Rodrigo Sepúlveda |
| 2005  | Play                                             | Laura           | Alicia Scherson   |
| 2006  | Rojo, la película                                | Susana Andrade  | Nicolás Acuña     |
| 2007  | Normal con alas                                  | Ester Balmaceda | Coca Gómez        |
| 2013  | Gloria                                           | Luz             | Sebastián Lelio   |
| 2014  | Un concierto inolvidable: Nueva Ola, la película | Catalina        | Elías Llanos      |
| 2016  | Rara                                             |                 | Pepa San Martín   |

### Télévision

#### Telenovelas
| Telenovelas | Telenovelas             | Telenovelas                 | Telenovelas |
| Année       | Titre                   | Rôle                        | Chaîne      |
| ----------- | ----------------------- | --------------------------- | ----------- |
| 1977        | La colorina             | Marcia                      | TVN         |
| 1981        | La Madrastra            | Hortensia                   | Canal 13    |
| 1982        | Alguien por quien vivir | Graciela                    | Canal 13    |
| 1983        | Las herederas           | Teresa Rodríguez            | Canal 13    |
| 1993        | Ámame                   | María Eugenia Zamora        | TVN         |
| 1994        | Rompecorazón            | Elena Montané               | TVN         |
| 1996        | Sucupira                | Luisa Lineros               | TVN         |
| 1997        | Tic Tac                 | Ivana Gabor                 | TVN         |
| 1998        | Borrón y cuenta nueva   | Magnolia "Maggie" Morán     | TVN         |
| 1999        | Aquelarre               | Elena Vergara               | TVN         |
| 2000        | Santoladrón             | Lucrecia Smith              | TVN         |
| 2001        | Amores de Mercado       | Morgana Atal                | TVN         |
| 2002        | Purasangre              | Josefina López              | TVN         |
| 2003        | Pecadores               | Amelia Soto                 | TVN         |
| 2004        | Destinos Cruzados       | Flavia Mendrano             | TVN         |
| 2005        | Versus                  | América Gumucio             | TVN         |
| 2006        | Floribella              | María Laura "Malala" Torres | TVN         |
| 2007        | Amor por accidente      | Rebeca Malbrán              | TVN         |
| 2008        | Hijos del Monte         | Sofía Cañadas               | TVN         |
| 2009        | Los ángeles de Estela   | Estela Cox / Agetilde Rocha | TVN         |
| 2010        | La familia de al lado   | Eva Spencer                 | TVN         |
| 2011        | Aquí Mando Yo           | Rocío Leighton              | TVN         |
| 2012        | Separados               | María Isabel Correa         | TVN         |

#### Séries télévisées
| Séries télévisées | Séries télévisées    | Séries télévisées | Séries télévisées |
| Année             | Titre                | Rôle              | Chaîne            |
| ----------------- | -------------------- | ----------------- | ----------------- |
| 1982              | Una familia feliz    | Paula             | Canal 13          |
| 1996              | La Buhardilla        | Tsa Tsa           | TVN               |
| 1998              | Sucupira, la comedia | Luisa Lineros     | TVN               |

### Émissions de télévision
- 1982-1987, 2012 : Sábado Gigante (Canal 13) : Pía Correa
- 1990-1991 : De Chincol a Jote (Canal 13) : Plusieurs personnages
- 1992-1993 : Jaguar Yu (TVN) : Plusieurs personnages
- 2006 : Rojo (TVN) : Invitée
- 2009 : Pelotón (TVN) : Invitée
- 2011 : Sin maquillaje (TVN) : Invitée
- 2012 : Buenos días a todos (TVN) : Invitée

## Théâtre
- La Fierecilla Domada
- Te llamabas Rosicler
- El último Tren
- Viva Somoza
- Cartas para Tomás
- Susurros de Opium
- 1994 : El Continente Negro
- 2003 : Querida Elena
- 2009 : Apoteosis Final: BBB up
- 2011 : Gladys

### Sources
- (en) Cet article est partiellement ou en totalité issu de l’article de Wikipédia en anglais intitulé « Coca Guazzini » (voir la liste des auteurs).

- (es) Cet article est partiellement ou en totalité issu de l’article de Wikipédia en espagnol intitulé « Coca Guazzini » (voir la liste des auteurs).